# Vlag van Groenlo

gemeentevlag van 1961 tot 1993, stadsvlag sinds 2015

Vlag van 19 januari 1993 tot 1 januari 2005

De vlag van Groenlo is het gemeentelijk dundoek van de voormalige Gelderse gemeente Groenlo. De eerste vlag werd op 5 september 1961 per raadsbesluit aangenomen, maar was reeds lang in gebruik. Op 1 januari 2005 ging de gemeente op in de nieuw opgerichte gemeente Oost Gelre, waardoor de vlag kwam te vervallen.
De beschrijving van de eerste vlag luidt:
"Een blauw veld, waarop in het midden is aangebracht een gele klimmende leeuw, gewend naar de stokzijde."
In 2015 werd op initiatief van de Oudheidkundige Vereniging en Burgergroep Groenlo een stadsvlag geïntroduceerd met daarop het wapen van Groenlo zoals dat werd bevestigd op 20 juli 1816. Tijdens het toeristenseizoen of evenementen zoals de Slag om Grolle wordt hiermee gevlagd.

## Tweede vlag
Op 19 januari 1993 vond een wijziging plaats. De vlag kreeg een horizontale groene balk met een witte bies op het blauw. De leeuw werd verplaatst naar de broekingszijde van de vlag. De beschrijving luidt:
Vijf banen in een hoogteverhouding van 16:1:6:1:16, blauw-wit-groen-wit-blauw met over alles heen op 1/3 vlaglengte een klimmende leeuw met een hoogte, gelijk aan 9/10 vlaghoogte.
Het ontwerp was van Drs. Hans van Heyningen. De vlag is tot de opheffing van de gemeente in gebruik gebleven.

## Verwante afbeelding

Wapen van Groenlo

Ammerzoden 
· Angerlo 
· Batenburg 
· Beesd 
· Bemmel 
· Bergh 
· Bergharen 
· Beusichem 
· Borculo 
· Brakel 
· Didam 
· Dinxperlo 
· Dodewaard 
· Dreumel 
· Echteld 
· Eibergen 
· Elst 
· Ewijk 
· Geldermalsen 
· Gendringen 
· Gendt 
· Gorssel 
· Groenlo 
· Groesbeek 
· Hedel 
· Heerewaarden 
· Hemmen 
· Hengelo 
· Herwen en Aerdt 
· Heteren 
· Heukelum 
· Hoevelaken 
· Horssen 
· Huissen 
· Hummelo en Keppel 
· Hurwenen 
· Kerkwijk 
· Kesteren 
· Laren 
· Lichtenvoorde 
· Lienden 
· Lingewaal 
· Maurik 
· Millingen aan de Rijn 
· Neede 
· Neerijnen 
· Overasselt 
· Rijnwaarden 
· Rossum 
· Ruurlo 
· Steenderen 
· Ubbergen 
· Valburg 
· Vorden 
· Wadenoijen 
· Wamel 
· Warnsveld 
· Wehl 
· Wisch 
· Zelhem 
· Zoelen
Acquoy
· Beekbergen-Lieren
· Beemte Broekland
· Bemmel
· Bennekom
· Bredevoort
· Deil
· Doornenburg
· Ederveen
· Elden
· Emst
· Enspijk
· Epse
· Gameren
· Gellicum
· Groenlo
· Harskamp
· Herwijnen
· Heukelum
· Heveadorp
· Hoenderloo
· Kerkdriel
· Klarenbeek
· Kootwijkerbroek
· Laag-Keppel
· Lathum
· Leuvenum
· Loenen
· Loil
· Meteren
· Netterden
· Oosterhuizen
· Radio Kootwijk
· Rumpt
· Schaarsbergen
· Spijk
· Stroe
· Teuge
· Uddel
· Ugchelen
· Vaassen
· Vierhouten
· Voorthuizen
· Vredenburg/Kronenburg
1. ↑  Gemeentewapens Achterhoek en Liemers - Auteur: Mr. O. Schutte
2. ↑  Streekgids, Groenlo heeft nieuwe stadsvlag, 28 juni 2015